# Yili Group
Yili Group (SSE: 600887) (kinesisk: 伊利集团; pinyin: Yīlì Jítuán; fulde navn: Inner Mongolia Yili Industrial Group Company Limited) er en kinesisk børsnoteret mejerikoncern med hovedsæde i Hohhot. Det er en Kinas ledende mejerivirksomheder, ligesom Mengniu Dairy er. Virksomhedens omsætning var i 2014 på 7,25 mia. euro.
Virksomheden er etableret i 1990'erne, mens forhistorien går tilbage til 1956.